# Сант-Агата-деи-Готи (титулярная диакония)
Титулярная диакония Сант-Агата-деи-Готи (лат. Diaconia Sanctæ Agathæ in Urbe) — титулярная церковь была создана Папой Стефаном II, под именем Sant'Agata in Diaconia (или del Caval di Marmo, in Equo Marmoreo, за её близость к конной статуе Юлия Цезаря или alla Suburra в квартале, где находится церковь)  в VI районе Рима. Церковь, которой принадлежит титулярная диакония, имеет древнее происхождение. Во время оккупации готов, в VI веке, она была освящена арианами и украшена, и с этого момента был известен как церковь Святой Агаты Готской. Она находилась в том месте, где сегодня находятся сады Квиринала. Когда церковь рухнула, в первой половине XVI века титулярная диакония была перенесена в церковь «Сант-Агата-алла-Субурра». Во время понтификата Папы Пия XI титулярная диакония, оставаясь в церкви Сант-Агата-алла-Субурры, была переименована в «Сант-Агата-деи-Готи». Диакония принадлежит церкви Сант-Агата-деи-Готи, расположенной в районе Рима Монти, на виа Мазарини.

## Список кардиналов-дьяконов и кардиналов-священников титулярной диаконии Сант-Агата-алла-Субурра
- Бенедетто Каэтани — титулярная диакония pro hac vice (22 сентября 1291 — 24 декабря 1294 избран Папой Бонифацием VIII);
  - вакантно (1294—1310);
- Бернар де Гарв — (19 декабря 1310 — 18 декабря 1316, назначен кардиналом-священником Сан-Клементе);
  - вакантно (1316—1378);
- Галеотто Тарлати де Петрамала — (18 сентября 1378 — 1387, назначен кардиналом-дьяконом Сан-Джорджо-ин-Велабро);
  - вакантно (1387—1397);
  - Людовик де Бар — (21 декабря 1397 — 2 июля 1409, назначен кардиналом-священником Санти-Апостоли — псевдокардинал антипапы Бенедикта XIII);
  - вакантно (1409—1470);
- Франческо Гонзага — in commendam (1470 — 21 октября 1483, до смерти);
  - вакантно (1483—1496);
- Бартоломе Марти — титулярная диакония pro hac vice (24 февраля 1496 — 25 марта 1500, до смерти);
- Людовико Подокатор — титулярная диакония pro hac vice (5 октября 1500 — 25 августа 1504, до смерти);
- Габриэле де Габриэлли — (17 декабря 1505 — 11 сентября 1507 года), in commendam (11 сентября 1507 — 5 ноября 1511 года, умер)
  - вакантно (1511—1517);
- Эрколе Рангони — (6 июля 1517 — 25 августа 1527, до смерти);
- Пирро Гонзага — (27 января 1528 — 28 января 1529, до смерти);
- Франческо Пизани — in commendam (24 мая 1529 — 9 января 1545 года)
- Тиберио Криспо — (9 января 1545 — 20 ноября 1551), титулярная диакония pro hac vice (20 ноября 1551 — 18 мая 1562, назначен кардиналом-священником Санта-Мария-ин-Трастевере);
- Фульвио Джулио делла Корнья, O.S.Io.Hieros. — титулярная диакония pro hac vice (18 мая 1562 — 7 февраля 1565, назначен кардиналом-священником Сант-Анджело-ин-Пескерия);
- Джованни Микеле Сарачени — титулярная диакония pro hac vice (7 февраля — 7 ноября 1565, назначен кардиналом-священником Санта-Мария-ин-Трастевере);
- Джованни Баттиста Чикала — титулярная диакония pro hac vice (7 ноября 1565 — 30 апреля 1568, назначен кардиналом-епископом Сабины);
- Толемео Галльо — титулярная диакония pro hac vice (14 мая 1568 — 20 апреля 1587, назначен кардиналом-дьяконом Санта-Мария-дель-Пополо);
- Джироламо Маттеи — (20 апреля — 11 сентября 1587, назначен кардиналом-дьяконом Санта-Мария-ин-Козмедин);
- Бенедетто Джустиниани — (11 сентября 1587 — 20 марта 1589, назначен кардиналом-дьяконом Санта-Мария-ин-Козмедин);
- Федерико Борромео старший — (20 марта 1589 — 14 января 1591, назначен кардиналом-дьяконом Сан-Никола-ин-Карчере);
- Карл III Лотарингский — (5 апреля 1591 — 24 ноября 1607, до смерти);
- Луиджи Каппони — (10 декабря 1608 — 13 января 1620, назначен кардиналом-дьяконом Сант-Анджело-ин-Пескерия);
  - вакантно (1620—1623);'
- Маркантонио Гоццадини — титулярная диакония pro hac vice (23 мая 1623 — 1 сентября 1623, до смерти);
- Оттавио Ридольфи — титулярная диакония pro hac vice (7 октября 1623 — 6 июля 1624, до смерти);
- Франческо Барберини старший — (13 ноября 1624 — 24 ноября 1632, назначен кардиналом-дьяконом Сан-Лоренцо-ин-Дамазо);
- Антонио Барберини младший — (24 ноября 1632 — 10 ноября 1642, назначен кардиналом-дьяконом Санта-Мария-ин-Виа-Лата);
- Джулио Габриэлли старший — (10 ноября 1642 — 13 мая 1655, назначен кардиналом-дьяконом Санта-Мария-ин-Виа-Лата);
- Джованни Стефано Донги — (14 мая 1655 — 26 ноября 1669, до смерти);
- Фридрих Гессен-Дармштадтский — (14 мая 1670 — 19 февраля 1682, до смерти);
- Джироламо Касанате — (6 апреля 1682 — 16 сентября 1686, назначен кардиналом-священником Санти-Нерео-эд-Акиллео);
- Феличе Роспильози — (30 сентября 1686 — 9 мая 1688, до смерти);
- Бенедетто Памфили — (17 мая 1688 — 22 декабря 1693, назначен кардиналом-дьяконом Санта-Мария-ин-Виа-Лата);
- Карло Бики — (22 декабря 1693 — 7 ноября 1718, до смерти);
- Лоренцо Альтьери — (14 ноября 1718 — 24 июля 1730, назначен кардиналом-дьяконом Санта-Мария-ин-Виа-Лата);
- Карло Колонна — (24 июля 1730 — 8 июля 1739, до смерти);
- Карло Мария Марини — (15 июля 1739 — 7 августа 1741, назначен кардиналом-дьяконом Санта-Мария-ин-Виа-Лата);
- Алессандро Альбани — (7 августа 1741 — 11 марта 1743, назначен кардиналом-дьяконом Санта-Мария-ад-Мартирес);
- Агапито Моска — (11 марта 1743 — 21 августа 1760, до смерти);
- Джироламо Колонна ди Шарра — (22 сентября 1760 — 18 января 1763, до смерти);
- Просперо Колонна ди Шарра — (24 января 1763 — 20 апреля 1765, до смерти);
- Луиджи Мария Торреджани — (22 апреля 1765 — 6 января 1777, до смерти);
- Доменико Орсини д’Арагона — (17 февраля 1777 — 13 декабря 1779, назначен кардиналом-дьяконом Санта-Мария-ин-Виа-Лата);
- Андреа Негрони — (13 декабря 1779 — 17 января 1789, до смерти);
- Раньеро Финоккьетти — (30 марта 1789 — 11 октября 1793, до смерти);
- Людовико Фланджини Джованелли — (21 февраля 1794 — 2 апреля 1800, назначен кардиналом-священником Сан-Марко);
- Эрколе Консальви — (20 октября 1800 — 28 июля 1817, назначен кардиналом-дьяконом Санта-Мария-ад-Мартирес);
- Агостино Риварола — (15 ноября 1817 — 3 июля 1826, назначен кардиналом-дьяконом Санта-Мария-ад-Мартирес);
  - вакантно (1826—1829);'
- Хуан Франсиско Марко-и-Каталан — (21 мая 1829 — 16 марта 1841, до смерти);
  - вакантно (1841—1847);'
- Джакомо Антонелли — (14 июня 1847 — 13 марта 1868 года), in commendam (13 марта 1868 — 6 ноября 1876, до смерти);
- Фредерик де Фаллу де Кудре — (20 марта 1877 — 12 мая 1879, назначен кардиналом-дьяконом Сант-Анджело-ин-Пескерия);
- Джузеппе Печчи, S.J. — (15 мая 1879 — 8 февраля 1890 года, до смерти);
  - вакантно (1890—1894);'
- Андреас Штайнхубер, S.J. (18 мая 1894 — 15 октября 1907, до смерти);
- Гаэтано Бислети — (30 ноября 1911 — 1922, переименование титулярной диаконии).

## Список кардиналов-дьяконов и кардиналов-священников титулярной диаконии Сант-Агата-деи-Готи
- Гаэтано Бислети — (1922 — 17 декабря 1928), титулярная диакония pro hac vice (17 декабря 1928 — 30 августа 1937, до смерти);
  - вакантно (1937—1946);
- Конрад фон Прейзинг Лихтенег-Мосс — титулярная диакония pro hac vice (18 февраля 1946 — 21 декабря 1950, до смерти);
  - вакантно (1950—1953);
- Джон Д’Алтон — титулярная диакония pro hac vice (15 января 1953 — 1 февраля 1963, до смерти);
  - вакантно (1963—1965);
- Энрико Данте — титулярная диакония pro hac vice (25 февраля 1965 — 24 апреля 1967, до смерти);
  - вакантно (1967—1969);
- Сильвио Одди — (30 апреля 1969 — 30 июня 1979), титулярная диакония pro hac vice (30 июня 1979 — 29 июня 2001, до смерти);
  - вакантно (2001—2003);
- Томаш Шпидлик — (21 октября 2003 — 16 апреля 2010, до смерти);
- Рэймонд Берк — (20 ноября 2010 — 3 мая 2021), титулярная диакония pro hac vice (3 мая 2021 — по настоящее время).